# Mijaíl Smirnov
Mijaíl Smirnov (en ruso: Михаил Смирнов), también llamado Misha Smirnov, es un cantante y actor. Mijaíl es conocido por ser finalista de la segunda edición de La voz Kids en Rusia y por ser el elegido para representar a Rusia en el Festival de la Canción de Eurovisión Junior 2015 con la canción "Mechta" (en ruso: Мечта, traducido al español como ‘sueño’). También ha actudado en el musical "Ivanhoe", además de ganar múltiples premios en diversas competiciones de canto internacionales y en su país.

## Biografía
Mijaíl nació el 30 de abril de 2003 en Moscú en una familia de matemáticos. Su padre y su madre son graduados en matemáticas por la Facultad de Mecánica de la Universidad Estatal de Moscú. A la edad de tres años, Mijaíl comenzó a tartamudear y sus padres le enviaron a recibir canto como terapia. Allí, su primera entrenadora vocal, Julia Narnitskaya, notó que Mijaíl tiene un gran oído para la música y un gran potencial vocal. Gracias a que su madre también es graduada en música, Mijaíl comenzó a tocar el piano y a descubrir su pasión por la música. A partir de ese momento, empezó a participar en varios concursos de música en donde obtuvo algunos premios.
A la edad de 8 años, Liudmila Simon se convirtió en su nueva profesora de canto, donde Mijaíl fue mejorando hasta un nivel profesional que le permitió conseguir victorias más significativas en importantes competiciones musicales de Rusia y el extranjero. Su mejor logro hasta el momento fue ser finalista del concurso The voice kids de Rusia. Mijaíl tuvo que batallar una serie de vocalistas hembra fuertes, muchos de quien montó el EDM tendencia con upbeat, danceable canciones.
Mijaíl es un joven muy versátil, ya que además de cantar, también actúa profesionalmente en teatro musical. Por ejemplo, interpreta a Jim Hawkins en la obra “La isla del tesoro”. También escribe poesía, juega al fútbol y le encanta crear mini vídeos para su propio canal de Youtube.
El 25 de septiembre de 2015, consiguió la victoria en la final nacional de su país para seleccionar al representante de Rusia en el Festival de la Canción de Eurovisión Junior 2015. Esta victoria le permitió participar en dicho certamen con la canción "Mechta".